# Neguri

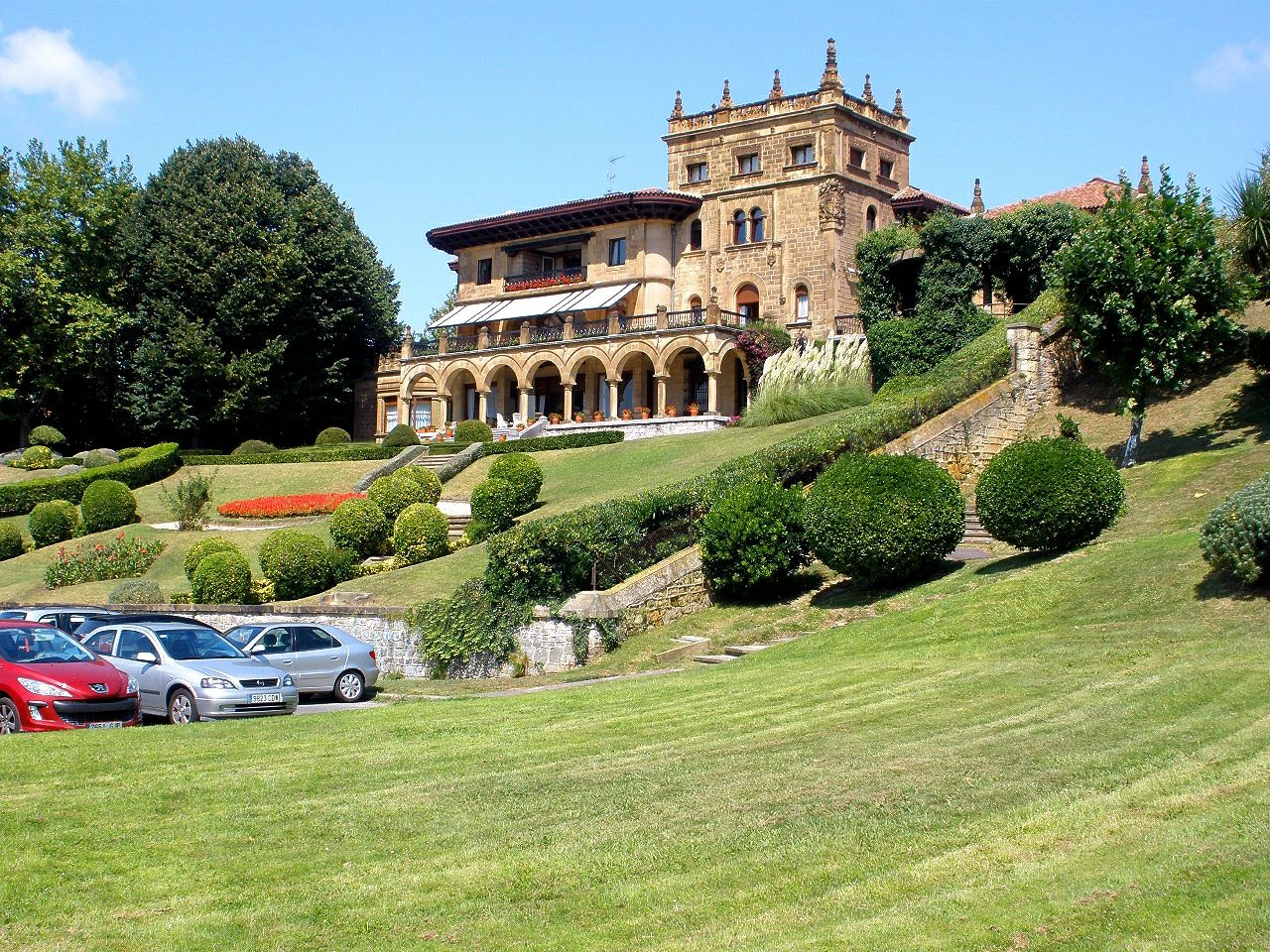
Palacio Lezama Leguizamón en Neguri.

Neguri es un barrio del municipio de Guecho, provincia de Vizcaya (España). Es el barrio residencial, al borde del mar, donde tradicionalmente residió la gran burguesía vasca.

## Etimología
Según Resurrección María de Azkue, su nombre viene de negu-uri, es decir neguko hiri (ciudad de invierno).

## Historia

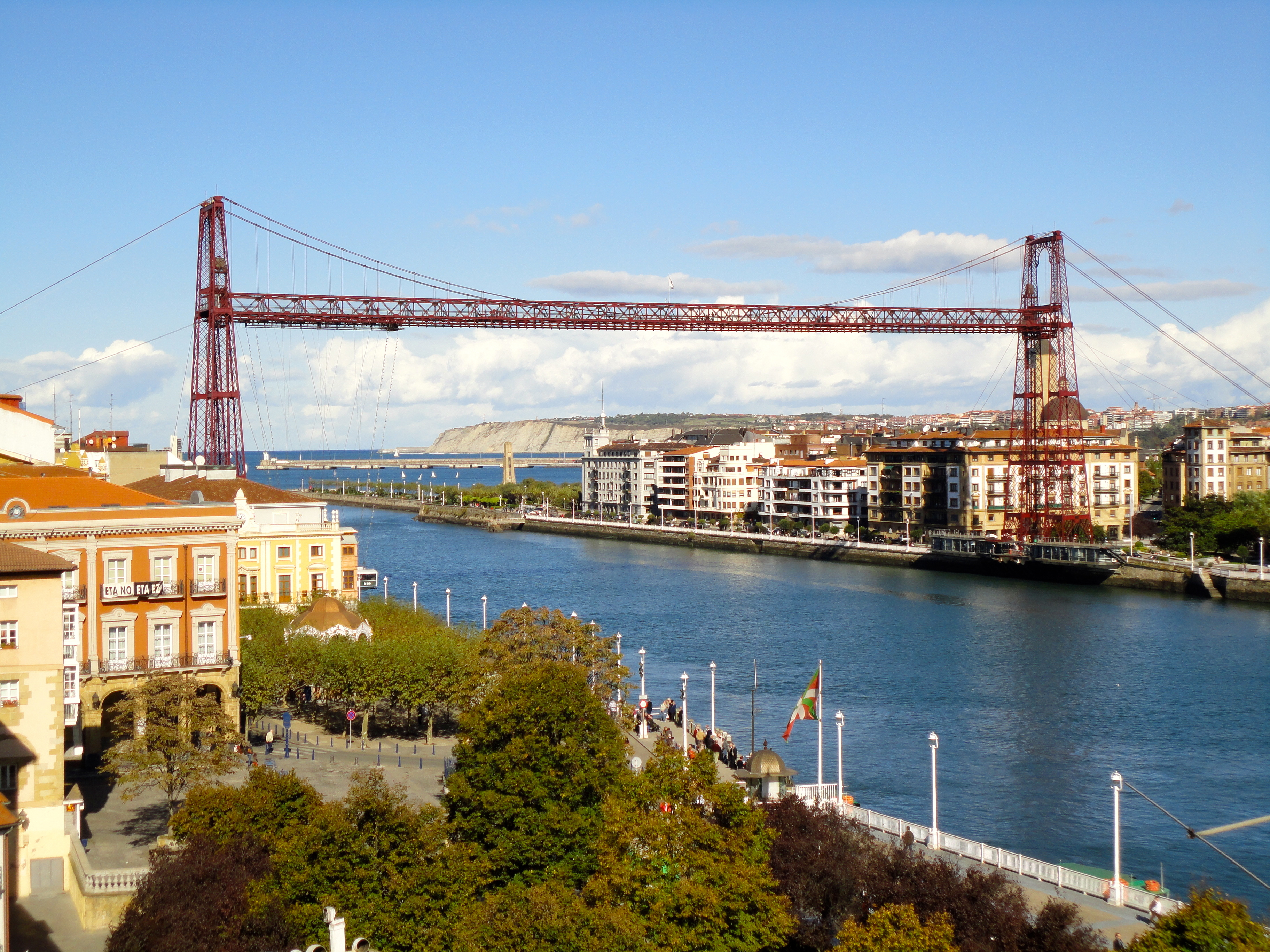
Puente de Vizcaya (1893)

Hacia 1900, comunicada la zona a través del puente de Vizcaya (1893), nació el barrio de Neguri como una zona residencial y de expansión. Fue diseñada a imagen de las ciudades-jardín inglesas, en la más pura tradición anglófila de la sociedad vizcaína. Con el paso de los años, se convirtió en alojamiento de la alta burguesía de Vizcaya y se caracteriza por inmensos palacetes de principios del siglo XX.

## Transportes
El barrio posee dos paradas de la Línea 1 del metro de Bilbao, las estaciones de Neguri y Aiboa.